# ГЕС Xīngàn
ГЕС Xīngàn (新干航電樞紐) — гідроелектростанція на сході Китаю у провінції Цзянсі. Знаходячись між ГЕС Xiájiāng (вище по течії) та ГЕС Jiāngxī Lóngtóushān, входить до складу каскаду на річці Гань, яка впадає до розташованого на правобережжі Янцзи найбільшого прісноводного озера країни Поянху.
В межах проекту річку перекрили бетонною греблею довжиною 1080 метрів, яка утримує водосховище з об'ємом 197 млн м3 (корисний об'єм 22 млн м3) та припустимим коливанням рівня поверхні у операційному режимі між позначками 32 та 32,5 метра НРМ. Під час повені рівень може зростати до 37,9 метра НРМ, а об'єм — до 0,5 млрд м3. У складі комплексу облаштовано судноплавний шлюз із розмірами камери 230х23 метра.
Інтегрований у греблю машинний зал обладнали сімома бульбовими турбінами потужністю по 16 МВт, які використовують напір у 10 метрів та забезпечують виробництво 534 млн кВт-год електроенергії.